# Nangloi Jat

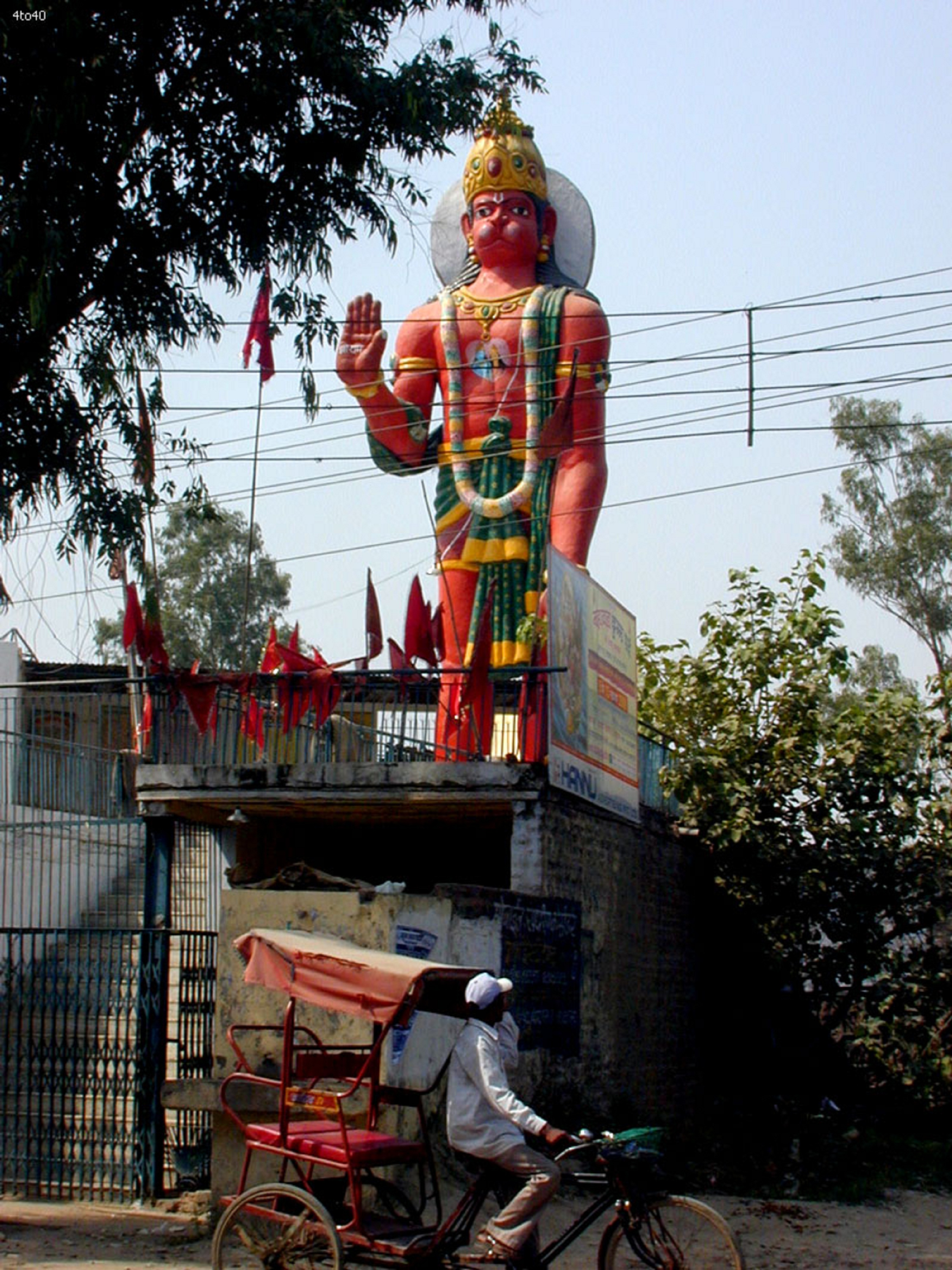
Temple d'Hanuman dans le quartier de Shiv Ram Park.

Nangloi Jat est une ville d'Inde ayant une population de 150 371 habitants en 2001. Située à l'ouest de Delhi, elle est desservie par la ligne verte du métro de Delhi. 